# 福波洛
福波洛（義大利語：Foppolo），是意大利贝加莫省的一个市镇。总面积36.2平方公里，人口210人，人口密度5.8人/平方公里（2009年）。国家统计（ISTAT）代码为016103。